# Morgan Gibbs-White
Morgan Anthony Gibbs-White (* 27. Januar 2000 in Stafford) ist ein englischer Fußballspieler, der als Mittelfeldspieler für den Erstligisten Nottingham Forest aktiv ist.

## Karriere

### Im Verein
Gibbs-White kam im Alter von 8 Jahren zu Wolverhampton Wanderers und spielte in allen Altersklassen in der Akademie des Vereins.  Sein Profidebüt gab er im Alter von 16 Jahren als Ersatzspieler beim 2:0-Sieg gegen Stoke City, ein Team aus der Premier League, am 7. Januar 2017 in der 3. Runde des FA Cup. Er machte seinen ersten Ligaspiel in der Football League Championship am 14. Februar 2017 in einer 0:1-Niederlage gegen Wigan Athletic. Im Januar 2018 wurde bekannt gegeben, dass Gibbs-White einen Vertrag der bis Sommer 2022 gilt, unterzeichnet hatte. In der Saison 2018/19 spielt er mit Wolverhampton Wanderers in der Premier League.
Im August 2020 verlängerte Gibbs-White seinen Vertrag bis 2023 und schloss sich für die Saison 2020/21 dem Zweitligisten Swansea City an. Anfang Januar 2021 wurde die Leihe jedoch nach 5 Ligaeinsätzen (ein Tor) wieder beendet. Ende August 2021 wechselte er dann für die Saison 2021/22 erneut auf Leihbasis zu einem Zweitligisten – nunmehr zum Erstligaabsteiger Sheffield United. Bei dem Verein aus Sheffield entwickelte er sich zum Leistungsträger und erzielte elf Tore in der EFL Championship 2021/22. Mit seiner Mannschaft zog der offensive Mittelfeldspieler als Tabellenfünfter in die Play-offs ein, scheiterte dort jedoch im Halbfinale nach Elfmeterschießen am späteren Aufsteiger Nottingham Forest. Morgan Gibbs-White, der im Rückspiel im City Ground den Ausgleichstreffer zum zwischenzeitlichen 1:1 erzielte, verschoss dabei den entscheidenden letzten Elfmeter für Sheffield United.
Zu Beginn der Premier League 2022/23 stand der 22-Jährige in den ersten beiden Saisonspielen in der Startelf von Wolverhampton. Am 19. August 2022 gab der Aufsteiger Nottingham Forest die Verpflichtung von Gibbs-White für eine vereinsinterne Rekordablösesumme von 25 Millionen Pfund bekannt. Über zusätzliche Bonusoptionen kann die Ablöse zudem um weitere 17 Millionen Pfund ansteigen. Nach anfänglichen Schwierigkeiten steigerten sich seine Leistungen im Saisonverlauf deutlich und er wurde neben fünf Treffern zum besten Vorbereiter seiner Mannschaft. Am Saisonende wählten ihn die Fans von Nottingham Forest zum Spieler des Jahres seiner Mannschaft.

### Nationalmannschaft
Gibbs-White war Teil des englischen Teams, das die U17-Weltmeisterschaft 2017 gewann. Er erzielte zwei Treffer in diesem Turnier, gegen die Vereinigten Staaten bei einem 4:1-Erfolg im Viertelfinale und einen im Finale, das England mit 5:2 gegen Spanien gewann. Im Dezember 2017 gab Teamkollege Rhian Brewster in einem Interview mit dem Guardian an, dass Gibbs-White im Finale von einem spanischen Spieler rassistisch beleidigt wurde. Die FA meldete den Vorfall der FIFA.
Im Sommer 2019 wurde er in den englischen Kader für die U21-Europameisterschaft in Italien berufen. Im letzten Gruppenspiel beim 3:3 gegen Kroatien bestritt er dabei sein erstes Spiel für die englische U21-Nationalmannschaft. England schied mit nur einem Punkt aus drei Spielen bereits in der Gruppenphase des Turniers aus. Nach zwei weiteren Einsätzen im Herbst 2019 stand er zunächst zwei Jahre lang nicht mehr im Mannschaftskader. Ab November 2021 wurde Gibbs-White wieder regelmäßig in das Team berufen und nahm 2023 erneut an der U21-Europameisterschaft teil. Dort wurde er mit der Mannschaft Europameister, wobei er selbst in fünf der sechs Spiele zum Einsatz kam, darunter auch im Finale gegen Spanien.

## Erfolge
- U17-Weltmeister: 2017
- U21-Europameister: 2023